# 대구공업고등학교
대구공업고등학교(大邱工業高等學校)는 대한민국 대구광역시 동구 신암동과 대구광역시 달성군 유가읍 유곡리에 위치한 공립 고등학교이다.

## 학교 연혁(본교)
- 1925년 4월 1일 : 대구공립공업보습학교 설립 인가(2년제), 설치기관 경상북도 대구부, 설치학과 가구과 1학급(정원 20명), 소재지 경상북도 대구부 서천 대전정 1번지 (현,대구광역시 중구 장관동 1번지), 초대 교장으로 오구리도모 교유 겸 교장 부임 (대구수창초등학교 교장 겸임)
- 1925년 5월 20일 : 입학식(가구과 20명)
- 1927년 3월 25일 : 대구공립공업보습학교 제1회 졸업식(15명, 1925년 입학)
- 1937년 4월 30일 : 대구공립직업학교 설립 인가(3년제). 설치기관 경상북도 대구부. 설치학과 본과 - 토목과 1학급(정원 40명), 가구과 1학급(정원 40명) 예과(1년제) - 목공전수과 1학급. 엔도다카시 교유 겸 교장 사무취급이 안동공립보통학교에서 부임(2대)
- 1937년 6월 15일 : 개교식 및 입학식. 전 대구공립공업보습학교 교사를 가교사로 사용. 본과 제1학년 입학 토목과 40명, 가구과 40명
- 1937년 7월 1일 : 목공전수과 입학 허가(전 대구공립공업보습학교 제1학년 수료자)
- 1938년 3월 11일 : 대구공립직업학교 제12회 졸업식(16명)
- 1944년 3월 1일 : 대구공립공업학교로 승격(4년제)
- 1945년 10월 7일 : 조귀순 교장이 경북중학교에서 부임[4대(해방 후 초대)], 해방후 처음으로 학생 모집
- 1946년 9월 1일 : 대구공립공업중학교로 개칭(6년제). 설치기관 미 군정청 경상북도 지사 인가(6월 24일). 설치학과(5개학과) 기계 1학급, 전기 1학급, 토목 1학급, 화학 1학급, 건축 1학급 대구공립공업학교 재학생은 희망에 따라 각 과 해당 학년에 수용: 목재공예과는 토목과로, 항공과는 전기과에 편입. 신입생 5학급 모집으로 15학급 편성
- 1950년 4월 29일 : 대구공업고등학교로 인가(3년제) 교육법 실시에 의함. 설치기관 경상북도지사 인가. 설치학과 기계, 토목, 전기, 화학 등 4개 학과 설치. 12학급 인가
- 1950년 4월 29일 : 대구공립공업중학교를 대구공업중학교(4년제)로 개편. 교육법 실시로 문교부 인가. 설치학과 기계, 토목, 전기, 화학 등 4개 학과 16학급 편성
- 1950년 6월 20일 : 대구공업고등학교 개교식, 고등학교 제1학년 4학급 모집
- 1970년 3월 2일 : 야간부 특별과정 3학급 부설 인가
- 1979년 3월 8일 : 산업체 특별학급 3학급 부설 인가(야간부 기계 전공)
- 1981년 12월 10일 : 강당 겸 실내체육관(건평 280평) 완공
- 1992년 12월 1일 : 공동 실습소 증축(792.96m2)
- 1995년 1월 1일 : 대구직할시에서 대구광역시로 개편
- 1996년 9월 21일 : 섬유과 실습동 개축 469.8m2
- 1998년 6월 5일 : 종합관 증축 2층 94.50m2, 3층 547.65m2, 4층 547.65m2. 섬유과 실습장 증축 2층 527.94m2. 과학실로 사용
- 2010년 2월 23일 : 본관동, 신관 증축공사 준공
- 2010년 4월 16일 : 축구부 생활관 증축
- 2011년 10월 28일 : 다목적관 완공
- 2012년 3월 27일 : 특성화고등학교 학과 지정(건축시스템과, 화학에너지과)
- 2015년 8월 11일 : 특성화고 체제개편(전자기계과 1학급 증설, 건설시스템과 1학급 감축, 섬유소재과 1학급 신설)
- 2022년 1월 5일 : 제93회 졸업식(졸업생 313명, 졸업생 총 55,355명)
- 2022년 3월 2일 : 2022학년도 입학(7개 학과 314명)
- 2022년 9월 1일 : 제31대 장진곤 교장 부임

## 학교 연혁(테크노폴리스 캠퍼스)
- 2021년 3월 1일 : 테크노폴리스캠퍼스 개교
- 2021년 3월 2일 : 제1회 입학(2개과 59명)
- 2022년 3월 2일 : 제2회 입학(2개과 59명)
- 2023년 3월 2일 : 제3회 입학(2개과 60명)

## 설치 학과

### 신암동 캠퍼스
- 기계과
- 전기과
- 친환경차동차과
- 화학공업과
- 건설과
- 섬유소재과
- 스마트공간건축과

### 유곡리 테크노폴리스 캠퍼스
- 조리제과제빵과
- IT콘텐츠과

## 참고 자료
- 대구공업고등학교 - 한국교육학술정보원 학교알리미
- 대구공업고등학교 테크노폴리스 캠퍼스 - 한국교육학술정보원 학교알리미